# Vanessa (Barber)
Vanessa, op. 32, és una òpera en tres (originalment quatre) actes de Samuel Barber amb un llibret anglès original de Gian Carlo Menotti. Fou composta entre 1956 i 1957 i estrenada el 15 de gener de 1958 al Metropolitan Opera de Nova York, sota la batuta de Dimitri Mitropoulos i en una producció dissenyada per Cecil Beaton i dirigida per Menotti. Barber va revisar l'òpera el 1965, reduint els quatre actes a la versió de tres més comunament interpretada avui dia.

## Representacions
Per a l'estrena del Met, Sena Jurinac va ser contractada per cantar el paper principal. Tanmateix, va cancel·lar sis setmanes abans de la nit d'estrena i Eleanor Steber la va substituir, fent seu el paper durant molt de temps. En el paper d'Erika, la neboda de Vanessa, hi havia Rosalind Elias, llavors una jove mezzosoprano. Nicolai Gedda va cantar l'amant Anatol, la mezzo Regina Resnik va cantar la baronessa, la mare de Vanessa, mentre que el baix Giorgio Tozzi va cantar el vell metge. Va ser la primera òpera americana en 11 anys que es va veure a la companyia, i només la vintena en 73 anys.
L'estrena va ser un èxit indiscutible de públic i de moltes de les crítiques també, tot i que van ser una mica diversos en el seu judici. No obstant això, del quintet final, el crític del New York Times Howard Taubman va dir que és "... peça escènica que té una càrrega emocional i que seria un mèrit per a qualsevol compositor d'avui". Altres informes ho corroboren i va fer guanyar a Barber el Premi Pulitzer. La producció original es va mostrar al Festival de Salzburg el mateix any, que va ser la primera actuació a Europa. A Europa, però, va tenir una acollida més freda.
Els conjunts de Cecil Beaton del Met van ser destruïts per un incendi el 1973. Després d'un llarg període de poques actuacions, una l'any 1988 a càrrec de l'⁣Opera Theatre of Saint Louis, la Washington National Opera (en una coproducció amb l'⁣Òpera de Dallas) va reviure l'obra el 1995 utilitzant la versió revisada i més compacta de 1964. Elizabeth Holleque va cantar el paper principal.
Kiri Te Kanawa va cantar el paper principal en tres revivals, el primer dels quals va ser presentat per l'⁣Òpera de Montecarlo el 2001, el segon el 2002 a l'Òpera Nacional de Washington i el tercer el 2004 (aleshores, descrit com el seu comiat a l'escenari de l'òpera), a l'⁣Òpera de Los Angeles.
En les tres produccions, Rosalind Elias, que va cantar Erika a l'estrena de 1958, va assumir el paper de la baronessa. Per al seu renaixement del 50è aniversari fet per l'⁣Òpera de la ciutat de Nova York el novembre de 2007, va tornar a ser presentada en aquest paper, amb Lauren Flanigan assumint el paper principal.
Destaquen de la partitura l'escena amb l'ària de la soprano i He has come, he has come!...Do Not Utter a Word (enregistrat per Leontyne Price, Roberta Alexander i Renée Fleming), l'ària de la mezzo Must the Winter Come So Soon? (enregistrat per Denyce Graves i Roberta Alexander), i el quintet de l'últim acte, To Leave, to Break.

## Font de la història
En molts mitjans impresos diu que el llibret de Gian Carlo Menotti està basat en una obra d'⁣Isak Dinesen (pseudònim de Karen Blixen), descrita de diverses maneres com a "narració" o "novel·la". Tanmateix, la història no es troba a cap de les obres d'Isak Dinesen. Hi ha proves que Samuel Barber va llegir Set contes gòtics de Blixen, i l'equívoc de la font adequada pot haver vingut d'una proclamació de Menotti i Barber, que l'òpera reproduïa l'"atmosfera" dels Set contes gòtics d'Isak Dinesen. "Menotti va recordar: 'Estava escrivint un llibret per a Sam, i Sam és essencialment una personalitat romàntica...'" Menotti es va "inspirar en les històries d'Isak Dinesen, en particular en els seus Set contes gòtics. Va dir: 'Vaig sentir que l'atmosfera ... seria una òpera meravellosa.'"
Blixen va estar present a l'estrena de l'òpera, però a mitja sessió es va posar malalt i va abandonar el teatre. La seva secretària va escriure que Barber estava "molest" per la sortida prematura de Blixen de l'òpera. Blixen no va fer cap comentari públic.

## Argument
Època: cap al 1905.
Lloc: casa de camp de la Vanessa en un país del nord.

### Acte I
Vanessa, Erika, i la baronessa esperen l'arribada d'Anatol. Vanessa i Anatol foren amants fa vint anys; des que ell la va deixar en no voler casar-s'hi, ella es tancà a la casa, cobrint tots els miralls per no veure el pas del temps. Es nega a revelar la seva cara fins que digui que encara l'estima. Ho fa, però no el reconeix. És el fill d'Anatol qui ha vingut. El seu pare és mort. Erika i Anatol ara gaudeixen de l'àpat pensat per a Vanessa i el seu pare.

### Acte II
La baronessa renya Erika després que Anatol la sedueixi. Erika l'estima, però resisteix a la seva proposta de matrimoni perquè dubta de la seva sinceritat. Vanessa diu a la seva neboda que també estima Anatol, malgrat l'avís d'Erika que no és el seu antic amant. La baronessa diu a Erika que lluiti per Anatol. Està insegura si ell és digne dels seus esforços. Una altra vegada proposa, i una altra vegada declina.

### Acte III
El doctor va begut per la festa de cap d'any. La baronessa i Erika es neguen a anar a la festa per sentir el seu anunci d'Anatol i el compromís de Vanessa. El doctor se'n va per portar-los, mentre que Vanessa explica a Anatol les seves pors. Finalment Erika retorna, però es desmaia quan el doctor fa l'anunci. Es recupera i fuig al llac mentre Anatol l'empaita.

### Acte IV
Vanessa és feliç quan es troba a Erika. Pregunta a Anatol per què Erika està actuant tan estranyament i si és perquè està enamorada d'ell. Li explica que l'Erika no l'estima. Vanessa li prega que se l'emporti. Erika confessa a la baronessa que estava embarassada, però ja no. Mentre Vanessa i Anatol es preparen per marxar, pregunta a Erika per què s'escapava. Erika li diu que només estava sent ximple. Després de la marxa de la parella, Erika cobreix els miralls i tanca la casa, tal com Vanessa havia fet abans que ella.

## Enregistraments
| Any                | Repartiment: Vanessa, Erika, Baronessa, Anatol, Doctor                               | director d'orquestra, Òpera i orquestra | Etiqueta |
| ------------------ | ------------------------------------------------------------------------------------ | --- | --- |
| 1958               | Eleanor Steber, Rosalind Elias, Regina Resnik, Nicolai Gedda, Giorgio Tozzi          | Dimitri Mitropoulos, Orquestra i Cor del Metropolitan Opera | CD d'àudio: RCA Victor Cat: 7899-2-RG, (elenc d'estrena mundial, per llibret amb enregistrament LP original) |
| 1958               | Eleanor Steber, Rosalind Elias, Iran Malaniuk, Nicolai Gedda, Giorgio Tozzi          | Dimitri Mitropoulos, Orquestra Filharmònica de Viena i Cor | CD d'àudio: Orfeo Cat: C653062I (estrena europea)                                                            |
| 2002               | Ellen Chickering, Andrea Matthews, Mariona Dry, Ray Bauwens Richard Conrad           | Gil Rose, Orquestra Simfònica Nacional d'Ucraïna i Capella Dumka d'Ucraïna                                                                                           | CD d'àudio: Naxos Cat:8.669140-41                                                                            |
| 2003               | Christine Brewer , Susan Graham , Catherine Wyn-Rogers, William Burden Neal Davies   | Leonard Slatkin, Orquestra Simfònica de la BBC | Super CD d'àudio : Chandos Cat:CHSA 5032(2)                                                                  |
| 21 de juny de 2019 | Emma Bell, Virginie Verrez, Edgaras Montvidas, Rosalind Plowright, Donnie Ray Albert | El guardonat director britànic Keith Warner. El director txec Jakub Hrůša. Filmat amb la companyia d'òpera Glyndebourne a East Sussex durant la seva temporada 2018. | Blu-Ray. DVD. Estudi: BBC / Opus Arte. Subtítols: francès, alemany, japonès, coreà.                          |